# Cadeaubon

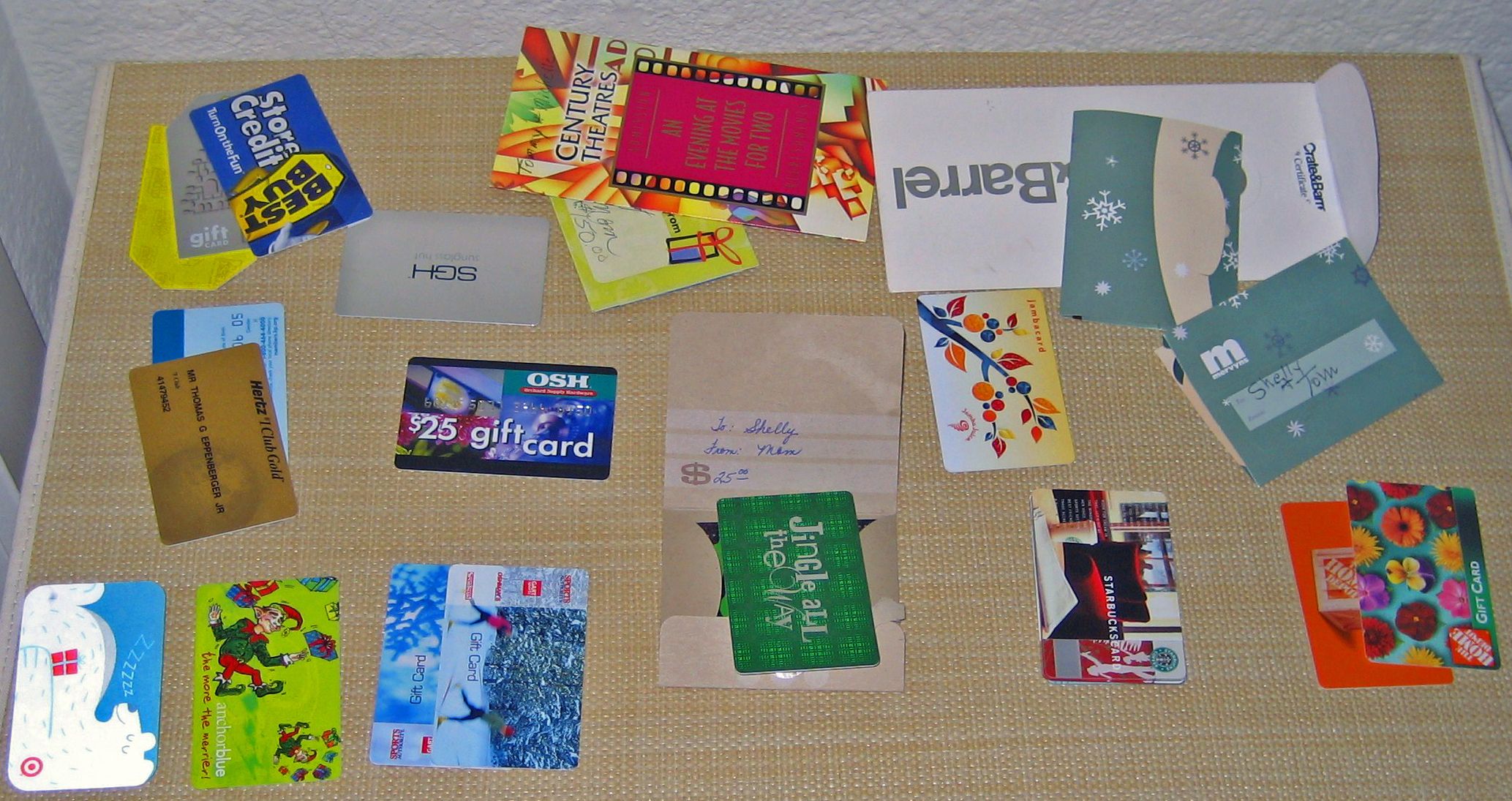
Een assortiment van cadeaubonnen

Een cadeaubon is een waardebon, in het bijzonder een bon waar iemand gewoon de waarde voor betaalt, en deze als cadeau aan iemand anders geeft. Soms ziet zo'n bon er extra feestelijk uit.
Veel cadeaubonnen worden nimmer verzilverd, wat voor de uitgever van de bonnen winst betekent. Volgens de consumentenbond zou dat in Nederland jaarlijks gaan om een bedrag van ongeveer 5 miljoen euro.
Er zijn verschillende soorten cadeaubonnen, zoals de VVV Cadeaubon of de boekenbon. Daarnaast geven diverse winkels en winkelketens eigen cadeaubonnen uit, die enkel inwisselbaar zijn bij die winkel of winkelketen. Behalve producten kopen bestaan er ook bonnen voor een bepaalde activiteit zoals theaterbezoek, filmbezoek, hotelovernachtingen of activiteiten op sport- of recreatiegebied.

## Elektronische varianten
Een andere vorm is de debetkaart oftewel debetpas waarbij niet het hele bedrag in één keer hoeft te worden opgemaakt. Gebruikte termen zijn onder meer kadopas, cadeaukaart, cadeaucard, giftcard. Onder andere De Bijenkorf en de ANWB hebben zo'n kaart. Acceptanten gebruiken hierbij doorgaans de infrastructuur van het elektronisch betalingsverkeer om waarde en geldigheid te bepalen. Sommige kaarten brengen kosten in rekening voor het behouden van het tegoed op de kaart, dit wordt achteraf per kwartaal op het saldo in mindering gebracht.
Een relatief recente variant brengt tijdelijke aanbiedingen van bedrijven in overeenstemming met de wens van consumenten dat cadeaukaarten hun waarde niet (snel) verliezen. Zij doet dit door tussenkomst van een website waar de kaart, eventueel in delen, kan worden besteed aan vouchers voor producten of diensten. Daardoor kan die variant echter niet direct bij de acceptanten worden verzilverd.
Er bestaan ook varianten van een cadeaubon op de mobiele telefoon. De verzilvering van de cadeaubon is dan gebaseerd op zicht, of door middel van een infrastructuur waarmee op een centrale plaats de bon geautoriseerd wordt en de waarde gecontroleerd wordt. Ook is er de variant (bijvoorbeeld de e-Giftcard van Pathé) die bestaat uit twee getallen, een nummer en een "pincode". Die kunnen dus ook op een papiertje geschreven aan de kassa worden getoond (of bij een online aankoop worden ingetypt). Ook dan wordt de geldigheid en waarde online gecontroleerd en de waarde bijgewerkt.

## Geldigheid
Consumentenorganisaties zetten zich al jaren in voor langere of onbepaalde geldigheid van cadeaubonnen. Een bon zonder uitgiftedatum of geldigheidstermijn is in Nederland wettelijk onbeperkt geldig. Een bon met uitgiftedatum, maar zonder vermelde geldigheidstermijn, is vijf jaar geldig. Een geldigheid korter dan  1 jaar is niet toegestaan, tenzij de verkoper aantoont dat dit redelijk is. Voor een tegoedbon die een verkoper onverplicht geeft aan een klant die spijt heeft van een aankoop en deze terugbrengt, mag de verkoper de geldigheidstermijn en andere voorwaarden zelf bepalen.
In België mag de geldigheidsduur van een cadeaubon geen onevenwicht scheppen tussen de rechten en plichten van de partijen en zo de consument benadelen. Een minimale termijn is er echter niet. Wel gaf Minister van Consumentenzaken Kris Peeters reeds nadrukkelijk aan dat een cadeaubon minimaal één jaar geldig moet blijven.